# Greci (Mehedinți)
Greci é uma comuna romena localizada no distrito de Mehedinți, na região de Oltênia. A comuna possui uma área de 40.31 km² e sua população era de 1334 habitantes segundo o censo de 2007.